# ۲سی ۴۶۰
۲سی ۴۶۰ (به انگلیسی: 2si 460) یک موتور هواپیما محصول کارخانهٔ ۲سی در کشور ایالات متحده آمریکا است . 